# ヨルレン・コルデロ
ヨルレン・ホセ・コルデロ・ディアス（Yorlen José Cordero Díaz, 2002年2月5日 - ）は、ベネズエラ・モナガス州マトゥリン出身のサッカー選手。リーガFUTVE・モナガスSC所属。ポジションはMF。

## クラブ経歴
2018年に地元のモナガスSCのトップチームに昇格。10月18日のデポルティーボ・アンソアテギ戦で、16歳でプロデビュー。翌2019年シーズンは1試合の出場にとどまるも、2020年シーズンに先発に定着。リーグ戦16試合に出場し、チームの中心選手に成長した。

## 代表歴
2019年にペルーで開催された南米U-17選手権に、U-17ベネズエラ代表で出場。グループリーグ敗退に終わったものの、4試合に先発出場した。